# 茨城県立美浦特別支援学校
茨城県立美浦特別支援学校（いばらきけんりつ みほ とくべつしえんがっこう）は、茨城県稲敷郡美浦村にある知的障害者のための特別支援学校。

## 所在地
- 茨城県稲敷郡美浦村土屋字笹山3127

## 学部
- 小学部
- 中学部
- 高等部
- その他
  - 訪問教育
  - 交流教育

## 校訓
- げんきで なかよく たくましく

## 歴史
- 1986年（昭和61年）10月7日：開校準備室を茨城県立土浦養護学校内に設置
- 1987年（昭和62年）4月1日：開校
- 2012年（平成24年）4月1日：学校名を「茨城県立美浦特別支援学校」に変更